# Felipe Morales Nieto
Felipe Morales Nieto (Sevilla, ca. 1620 - ibídem, 9 de junio de 1694), fue un escultor y bordador español.

## Biografía y obra
Nació en Sevilla en fecha próxima a 1620. En 1638 se casó con Juana de Viedma, con quien tendría únicamente una hija de nombre Josefa María.
En 1654 la Hermandad de la Macarena de Sevilla, le encargó la realización de un conjunto de ocho figuras en pasta de madera para el paso del Cristo de la Sentencia, el contrato estipulaba los detalles de las tallas: “una cabeza de Nuestro Señor Jesucristo con su cuello y hombros hasta medio pecho y sus manos con sus muñecas hasta el codo, y sus pies y piernas hasta la rodilla, y siete cabezas con sus pescuezos y manos de figuras de fariseo”. El conjunto estuvo completo en poder de la hermandad cinco años después, en 1659. Sin embargo poco es lo que se conserva en la actualidad, los siete fariseos fueron sustituidos por nuevas figuras de judíos en 1679 y cambiados de nuevo a lo largo de los siglos, siendo la composición actual obra del imaginero Antonio Castillo Lastrucci, excepto uno de los soldados romanos, obra de Luis Álvarez Duarte. Se ha considerado durante muchos años que Felipe Morales Nieto fue el autor de la imagen actual del Cristo de la Sentencia que procesiona en la Hermandad de la Macarena, sin embargo en el año 2000, el profesor Luque Teruel comprobó que existen tres contratos diferentes, uno de Felipe Morales Nieto, otro de Manuel Rodríguez y un tercero, de 1681, de Cristóbal Pérez. Tras analizar las características de la obra, llegó a la conclusión que la talla actual es obra de Cristóbal Pérez y data de 1681.
Felipe Morales estuvo muy ligado a lo largo de su vida a la Iglesia del Salvador (Sevilla), allí se casó su hija en 1684 y el mismo fue hermano de la Hermandad del Santísimo Sacramento y de la Hermandad de las Ánimas Benditas ubicadas en dicha iglesia. Sabemos asimismo que vivió durante un tiempo en la calle Francos, muy próxima a la parroquia, donde su yerno poseía una tienda de hilos y encajes.
Como bordador, ha llegado hasta nosotros una obra de valor excepcional, el manto de Nuestra Señora del Voto (1687), bordado en oro sobre lamé celeste. Esta pieza fue confeccionada según un diseño propio, trabajaron en ella cuatro oficiales y se conserva en las dependencias de la Hermandad Sacramental de la citada Iglesia del Salvador de Sevilla. Tenemos incluso noticias del elevado desembolso que debió hacer la hermandad para su compra, 16.015 reales de vellón. Este manto sirvió de inspiración para una serie de labores realizadas en los talleres de Olmo entre 1916 y 1918 (manto, techo de palio y faldones), destinados a la Hermandad de El Silencio (Sevilla). También fue la fuente que le sirvió al gran bordador Rodríguez Ojeda para diseñar en 1908 una túnica para la imagen del Señor del Gran Poder de Sevilla que hoy conocemos como Túnica Persa.
El 27 de enero de 1694, Felipe Morales otorgó testamento, falleciendo poco después, el 9 de junio de 1694. La Hermandad del Santísimo Sacramento costeó el enterramiento y encargó 50 misas rezadas por la salvación de su alma.